# Chambrey
Chambrey és un municipi francès, situat al departament del Mosel·la i a la regió del Gran Est. L'any 2007 tenia 335 habitants.

## Demografia

### Població
El 2007 la població de fet de Chambrey era de 335 persones. Hi havia 122 famílies, de les quals 29 eren unipersonals (22 homes vivint sols i 7 dones vivint soles), 30 parelles sense fills, 52 parelles amb fills i 11 famílies monoparentals amb fills.
La població ha evolucionat segons el següent gràfic:
Habitants censats

### Habitatges
El 2007 hi havia 143 habitatges, 128 eren l'habitatge principal de la família, 6 eren segones residències i 9 estaven desocupats. 136 eren cases i 7 eren apartaments. Dels 128 habitatges principals, 114 estaven ocupats pels seus propietaris, 10 estaven llogats i ocupats pels llogaters i 4 estaven cedits a títol gratuït; 1 tenia dues cambres, 5 en tenien tres, 23 en tenien quatre i 99 en tenien cinc o més. 98 habitatges disposaven pel capbaix d'una plaça de pàrquing. A 43 habitatges hi havia un automòbil i a 66 n'hi havia dos o més.

### Piràmide de població
La piràmide de població per edats i sexe el 2009 era:
| Homes | Edats   | Dones |
| ----- | ------- | ----- |
| 4     | 95 o +  | 0     |
| 0     | 90 a 94 | 0     |
| 0     | 85 a 89 | 4     |
| 0     | 80 a 84 | 4     |
| 4     | 75 a 79 | 8     |
| 12    | 70 a 74 | 4     |
| 12    | 65 a 69 | 8     |
| 4     | 60 a 64 | 12    |
| 16    | 55 a 59 | 4     |
| 12    | 50 a 54 | 16    |
| 8     | 45 a 49 | 4     |
| 16    | 40 a 44 | 12    |
| 12    | 35 a 39 | 12    |
| 16    | 30 a 34 | 24    |
| 4     | 25 a 29 | 4     |
| 4     | 20 a 24 | 4     |
| 20    | 15 a 19 | 8     |
| 16    | 10 a 14 | 24    |
| 0     | 5 a 9   | 12    |
| 20    | 0 a 4   | 16    |

## Economia
El 2007 la població en edat de treballar era de 206 persones, 149 eren actives i 57 eren inactives. De les 149 persones actives 137 estaven ocupades (74 homes i 63 dones) i 13 estaven aturades (7 homes i 6 dones). De les 57 persones inactives 29 estaven jubilades, 13 estaven estudiant i 15 estaven classificades com a «altres inactius».

### Ingressos
El 2009 a Chambrey hi havia 133 unitats fiscals que integraven 362 persones, la mediana anual d'ingressos fiscals per persona era de 18.050 €.

### Activitats econòmiques
Dels 6 establiments que hi havia el 2007, 3 eren d'empreses de construcció, 1 d'una empresa de transport i 2 d'empreses immobiliàries.
Dels 3 establiments de servei als particulars que hi havia el 2009, 1 era un guixaire pintor i 2 lampisteries.
L'any 2000 a Chambrey hi havia 6 explotacions agrícoles.

## Equipaments sanitaris i escolars
El 2009 hi havia 1 escola maternal i 1 escola elemental.

## Poblacions més properes
El següent diagrama mostra les poblacions més properes.